# Barciany (plaats)
Barciany (Duits: Barten) is een dorp in het Poolse woiwodschap Ermland-Mazurië, in het district Kętrzyński. De plaats maakt deel uit van de gemeente Barciany en telt 1100 inwoners.